# Rhacophorus lateralis
Rhacophorus lateralis es una especie de ranas de la familia Rhacophoridae.
Es endémica del centro de los Ghats occidentales, en la India. Vive en altitudes de unos 800 m.
Esta especie está en peligro de extinción  por la pérdida de su hábitat natural.